# Haarstaarten
De haarstaarten (Trichiuridae) vormen een familie van baarsachtige vissen.
De haarstaarten worden aangetroffen in zeeën over de gehele wereld en zijn lange, slanke vissen die over het algemeen staalblauw of zilver van kleur zijn.

## Onderfamilies en geslachten
De volgende geslachtenlijst is gebaseerd op FishBase, de onderverdeling in onderfamilies is gebaseerd op Nelson:
- Onderfamilie Aphanopodinae
  - Aphanopus 
  - Benthodesmus
- Onderfamilie Lepidopinae
  - Assurger Whitley, 1933
  - Eupleurogrammus 
  - Evoxymetopon Gill, 1863
  - Lepidopus
- Onderfamilie Trichiurinae
  - Demissolinea 
  - Lepturacanthus 
  - Tentoriceps Whitley, 1948
  - Trichiurus